# Holiday Bundle
Holiday Bundle ist die erste und bisher einzige EP der US-amerikanischen Band Big Time Rush.

## Erscheinung & Hintergründe
In den USA erschien die EP am 30. November 2010 und soll nur Weihnachten gewidmet sein. In Deutschland ist die EP nicht erschienen.
Die EP soll gleichzeitig auch ein Soundtrack zur Doppelfolge Big Time – Weihnachten (Originaltitel: Big Time Christmas) der Serie sein. In dieser Doppelfolge wurden noch zwei weitere Songs mit den Namen 12 Days Of Christmas und Let’s Stay in Our PJ’s mit Snoop Dogg gesungen und beide nicht veröffentlicht.
Die EP enthält den Song All I Want For Christmas, der eine Coverversion von Mariah Careys All I Want for Christmas Is You darstellen soll. In der Serie singt Big Time Rush die Single als Duett mit Miranda Cosgrove, jedoch ist sie nicht so erschienen.

## Titelliste
| # | Titel                    | Songwriter                      | Länge |
| - | ------------------------ | ------------------------------- | ----- |
| 1 | All I Want for Christmas | Mariah Carey, Walter Afanasieff | 3:32  |
| 2 | Beautiful Christmas      | Nasri Atwe, Nick Turpin         | 3:35  |

## Cover
Das Cover zeigt die vier Bandmitglieder, wie sie im Schnee rennen. Man kann alleine am Cover erkennen, dass auf der EP Weihnachtslieder sind, da auch im Hintergrund Snowboarder und Skifahrer zu sehen sind.